# Сага о Греттире
Сага о Греттире (полное название Сага о Греттире сыне Асмунда, исл. Grettis saga Ásmundarsonar) — одна из «саг об исландцах», принадлежащая к числу самых значительных и самых объёмных произведений этого жанра. Была записана предположительно в начале XIV века.

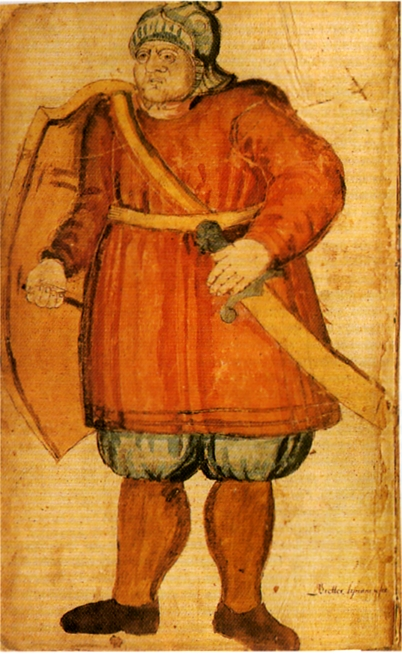
Греттир на миниатюре из исландской рукописи XVII века (AM 426 fol.)

## Сюжет
Действие саги начинается в конце IX века. Норвежский викинг Энунд Деревянная Нога из-за конфликта с Харальдом Прекрасноволосым переселяется в Исландию примерно в 900 году. Главным героем становится его правнук Греттир сын Асмунда (996—1031) — прославленный силач и храбрец. Греттир был дважды объявлен вне закона и прожил с этим правовым статусом, отбивая атаки своих кровных врагов, 19 лет, что является рекордом для «века саг». Враги смогли одолеть его только с помощью колдовства.

## Мнения учёных
Исследователи полагают, что «Сага о Греттире» была записана в начале XIV века. Текст сохранился на четырёх пергаментных рукописях XV века.
В описании детства Греттира заметны мотивы из волшебных сказок (отставание в развитии, строптивый характер, нежелание работать, различные выходки, любовь матери и нелюбовь отца), которые, однако, получают реалистичное толкование. Эпизод, в котором Греттир достаёт клад из кургана (XVIII), имеет явные параллели с «сагами о древних временах», а главы о пребывании Торстейна, брата Греттира, в Миклагарде (LXXXIX) — с рассказом «Гнилой кожи» о Харальде Суровом.

## Издание на русском языке
- Сага о Греттире. Перевод О. А. Смирницкой. М.: Наука, 1976 (серия «Литературные памятники»).